# Дюмін Анатолій Григорович
Дюмін Анатолій Григорович (нар. 31 березня 1951, Миколаїв, Українська РСР, СРСР) — український підприємець і меценат, депутат Миколаївської міської ради, почесний громадянин міста Миколаєва.

## Біографія
Народився 31 березня 1951 року у місті Миколаїв. 
Навчався у школі № 42, потім — у ЗОШ № 45. Після закінчення восьми класів отримував середню освіту у вечірній школі. Одночасно вступив на роботу учнем слюсаря на Миколаївський трансформаторний завод, а у 15 років став бригадиром комплексної бригади цеху № 20.
Військову службу проходив у повітряно-десантному підрозділі Кантемирівської гвардійської дивізії (1969—1971). Служив у Чехословаччині, був поранений. За виявлені в бойових умовах «мужність та героїзм» нагороджений медаллю «За відвагу».
Після демобілізації працював водієм у колгоспі імені Петровського Котовського району Одеської області та механіком газонаповнювальної станції обласного об'єднання «Миколаївгаз».
У 1977 році закінчив вечірнє відділення Миколаївського суднобудівного інституту (зараз — Національний університет кораблебудування імені адмірала Макарова) та отримав диплом інженера-механіка за спеціальністю «Обладнання та технологія зварювального обладнання».
У 1981 став головним механіком «Облміжколгоспбуду», у 1986 — заступником генерального директора виробничого управління побутового обслуговування Миколаєва, а незабаром — його генеральним директором.
Після розпаду Радянського Союзу вирішив зайнятися бізнесом і перейшов до АТ «Інгул», де незабаром став заступником голови правління. Паралельно, 1991 року, створив своє підприємство — ТОВ «Універсал-Південь».
Першим у Миколаєві розпочав створення приватних продовольчих ринків, серед них торгові місця на ринках «Україна», «Клаксон» та «Площа Перемоги», десятки магазинів та павільйонів. Займався, зокрема, сферою торгівлі, будівництва, перевезень, туристичним та ресторанним бізнесом.
Депутат Миколаївської міської ради — один раз за партійними списками у 2006 році та двічі на виборчому окрузі у його рідному районі «Водопій» (2002, 2010) від «Партії регіонів». У 2015 році балотувався як кандидат від партії «Опозиційний блок» (до 2019 року член однойменної фракції), у 2020 — від партії «Наш край», однак вп'яте депутатом не став.
Член постійної комісії міськради з питань містобудування, архітектури та будівництва, регулювання земельних відносин, екології та охорони навколишнього середовища.

## Меценатство
Неодноразово жертвував гроші на відновлення Кінбурнської коси, фінансував медичну допомогу та доставку хворих на материк, проводив ремонт бібліотеки, електромереж, займався відновленням місцевого православного храму Пресвятої Богородиці.
Здійснював шефство над кількома миколаївськими школами: ЗОШ № 45, № 42 та № 56.
Входить до числа керівників Організації ветеранів повітряно-десантних військ.
Фінансував видання низки книг, присвячених історії Миколаєва, був автором деяких з них: «Бути добру», «Моє життя (літопис півстоліття)», «Місто Миколаїв — Хутір Водопій», «Храми Миколаєва», «Храми Прибужжя», «Ах, війна, що ж ти, підла, зробила» тощо.

## Інциденти
Навколо Дюміна періодично спливають інциденти, пов'язані з його підприєммницькою діяльністю. Так, у 2009 році депутат був орендарем скверу на вулиці Комсомольській (зараз — вулиця 6-та Слобідьска). Землю він нібито взяв для озеленення, однак діяльність підприємця налаштувала проти нього жителів навколишніх будинків. Сквер почав забудовуватися торговими рядами ринку «Україна». У січні 2010 року договір про оренду з підприємцем-депутатом був розірваний. Але після цього він звернувся до суду та виграв справу, рішення на його користь підтвердив й апеляційний суд.
Мешканці будинків, які розташовані біля скверу, скаржилися на те, що «забудовник перекрив проходи з метою «втиснути» у ці отвори чергові ларьки, а жителі мікрорайону тепер змушені будуть по периметру обходити цей караван». Крім того, на місці обіцяного центрального входу у парк стоїть велика пивна палатка, неподалік — магазин з продажу алкогольних напоїв. В 2011 році сквер був повернутий місту.
У тому ж 2011 році депутат отримав землю для іншого свого ринку — «Клаксон». Незважаючи на протести містян, міська рада дозволила розширити йому свої володіння по вулиці Космонавтів. Восени 2012 року у справу втрутилася прокуратура, яка винесла протест на рішення міської ради про виділення землі. Депутатам міської ради довелося підтримати даний протест та забрати у свого колеги земельну ділянку орієнтовною площею у 3284 м2. Надалі депутати кілька разів відмовляли підприємству свого колеги добудувати ринок «Клаксон».

## Сім'я
Григорій Тимофійович Дюмін (1926—1977) — батько. Все життя прожив у Миколаєві. Закінчив Миколаївський кооперативний технікум, проте торговій діяльності віддав перевагу роботі на Миколаївському суднобудівному заводі, де раніше працював його батько. Тут він пропрацював 43 роки. За багаторічну працю нагороджено медаллю «За доблесну працю».
Олена Василівна Дюміна — мати. Працювала на портовому елеваторі та Миколаївському трансформаторному заводі. За багаторічну працю нагороджена медаллю «За доблесну працю».

## Нагороди
У 2001 році Дюміну було присвоєно звання «»Почесний громадянин міста Миколаєва». У рамках миколаївської загальноміської програми «Людина року. Городянин року» двічі перемагав у номінаціях «Підприємництво» та «Благодійність», володар спеціальної номінації «Меценат року», лауреат Всеукраїнського конкурсу «Ділова людина України». Він також має низку урядових, церковних та інших нагород, серед яких:
- Медаль «За відвагу»;
- Орден Трудового Червоного Прапора;
- Орден «Знак Пошани»;
- Орден Святого Дмитра Солунського;
- Медаль «10 років Незалежності України».